# Анастас Башев
Анастас Григоров Башев е български учител, деец на късното Българско възраждане в Македония.

## Биография
Анастас Башев е роден в 1854 или 1855 година в югозападномакедонския град Ресен, тогава в Османската империя. Дълги години Башев е български учител и църковен деец в Преспанско.
Башев е сподвижник на ученика си Даме Груев. Башев пренася Самуиловия надпис от село Герман, Преспанско в София. На 29 август 1906 г. Даме Груев му изпраща благодарствено писмо:
| „ | Макар тъй далеч от теб, пръснати пак по гори и планини с оръжие в ръка ние винаги си спомняме за теб и те приветствуваме. Нека Бог ти дари щастливи и дълги дни, за да видиш плода от твоя дългогодишен труд. Ти вля своето мощно слово в много българи, обич към родината си, а особено в нашите млади души, такава която закрепна и нараства заедно с нас. Напуснали училищната скамейка пак ние носим тая любов със себе си, готови с нея да се освободим или умрем. С радост и трепетни вълнения намираме Демирхисарско, Ресенско и Преспанско твоята безгранична дейност, която ни дава жизнена сила, за да сме несъкрушими макар и под напора на турските пълчища, каквито ги знаеш и през въстанието ни. Впрочем нека Бог освободи от запора на турските власти, за да поучителствуваш. Нека Бог да даде сила и на нашия нож да съкру-шим врага на пашата родина. За неизброимите учители и ученици Башеви възпитаници Даме Груев | “ |

Умира в София в 1944 година. Оставя автобиографични бележки, озаглавени „Кратки исторически спомени от дългогодишното ми учителствуване по Македония при развитието на черковния ни въпрос и през революционната епоха на Македония“, в които има сведения за българското църковно-просветно движение в Ресен до 1878 година, за учителстването на Башев в Смилево, в Ресен, в Любойно, в Герман (1909), за борбата с чуждите пропаганди, за Илинденско-Преображенското въстание в Ресен, както и за дейността на Даме Груев, Пере Тошев, Трайко Китанчев и Петър Попарсов.